# Как быть хорошей женой
«Как быть хорошей женой» (фр. La bonne épouse) — французско-бельгийская комедия 2020 года Мартена Прово. Мировая премьера состоялась 15 января 2020 года.

## О фильме
Полетта Ван дер Бек — основательница школы для домохозяек. В этой школе учат девушек быть образцовыми жёнами и хранительницами семейного уюта.
Школа в 1967 году была очень успешной и популярной во Франции, но время не стоит на месте. Полетта теряет мужа, и на неё сваливается гора обязанностей. Она впервые садится за руль и учится финансовой грамотности по ведению бизнес-дел. Все эти изменения совпадают с началом протестного движения во Франции в мае 1968 года, которое привело к социальной революции.

## В ролях
| Актёр               | Роль                  |
| ------------------- | --------------------- |
| Жюльет Бинош        | Полетта Ван дер Бек   |
| Йоланда Моро        | Жильберта Ван дер Бек |
| Ноэми Львовски      | Мария Тереза          |
| Эдуар Бер           | Андре Грюнвальд       |
| Франсуа Берлеан     | Роберт Ван дер Бек    |
| Анамария Вартоломей | Альбан де Дю Понт     |
| Лили Тайеб          | Иветте Зиеглер        |

## Восприятие
Джонатан Ромни в «Screen Daily» назвал фильм «легкомысленным, благонамеренным, но в конечном итоге трудоёмким комедийным средством для Жюльет Бинош», отошедшим от «таких серьёзных женских портретов, как „Серафина из Санлиса“ и „Виолетта“», — по мнению английского кинокритика «[Фильм Прово] имеет своё сердце и ум в правильном месте, когда речь заходит об археологии патриархата 1960-х годов во французском стиле. Но тональная неравномерность — неловкое балансирование между фарсом, тяжеловесной социальной сатирой и искренней эмоциональной прямотой — приводит к хлипкой осечке».